# Wearable

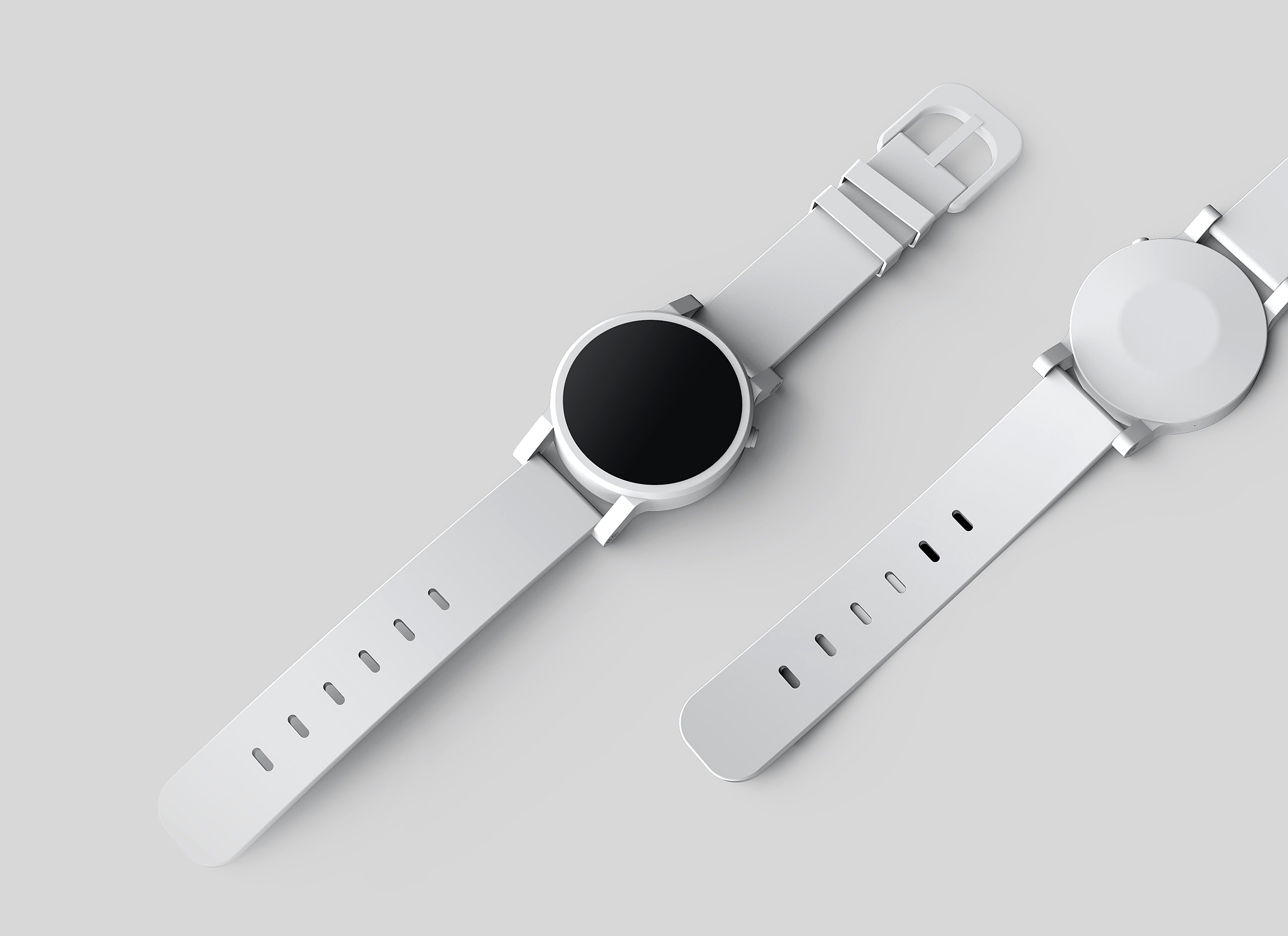
Een smartwatch

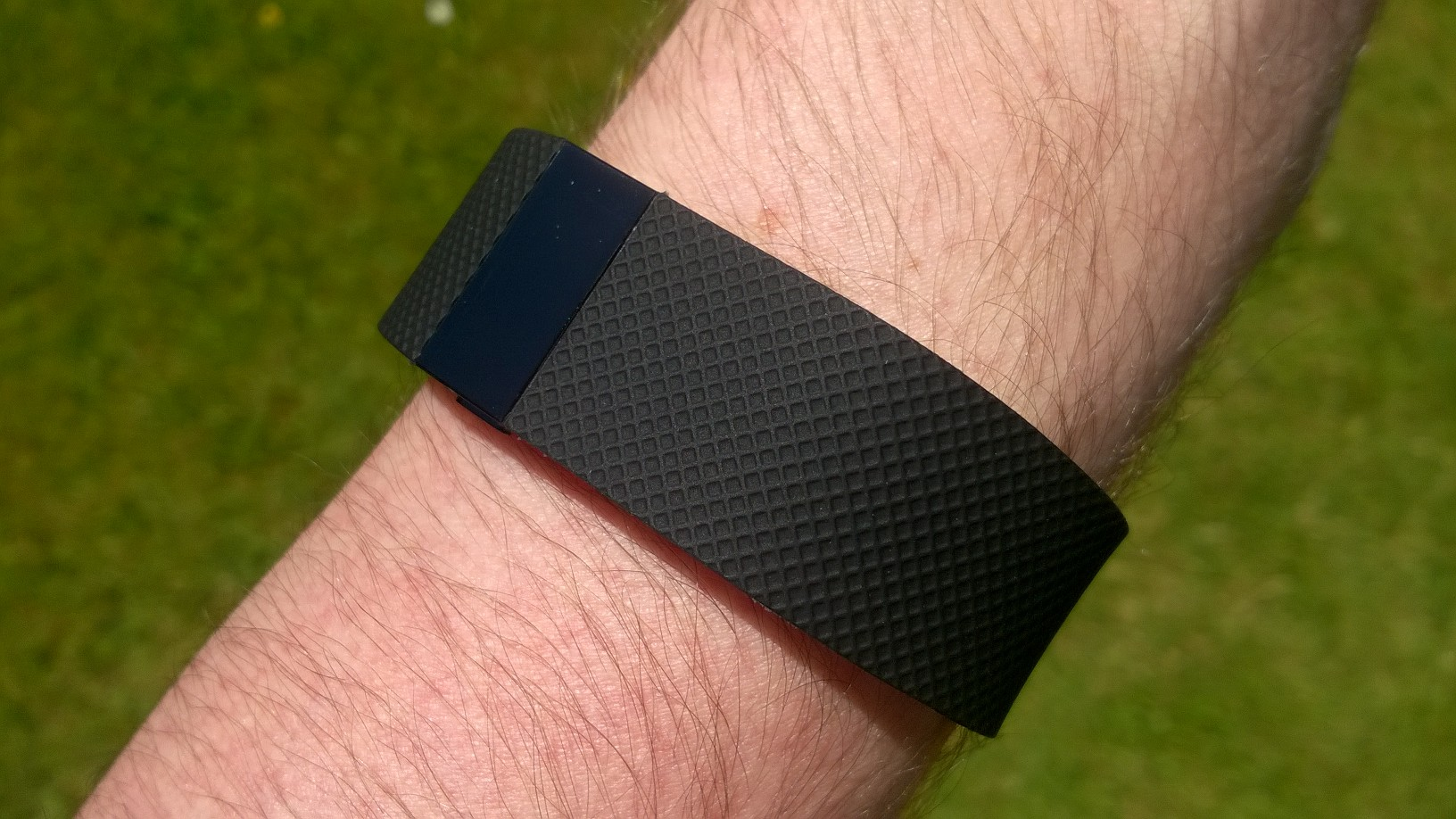
Een activiteitstracker

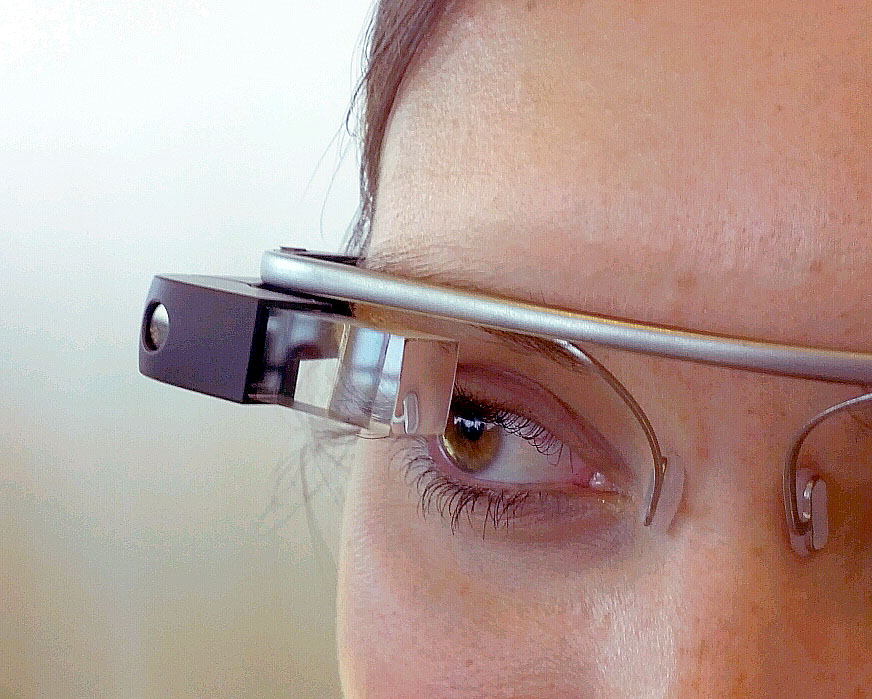
Google Glass

Een wearable is een slim en compact elektronisch apparaat dat meestal dicht bij de huid om de arm, pols of vinger wordt gedragen en dat bijvoorbeeld informatie kan verzamelen en verwerken over het menselijk lichaam, zoals temperatuur en hartslag.
Een wearable zoals een activiteitstracker is tevens een voorbeeld van het internet der dingen, omdat hij via een internetverbinding met andere apparaten of systemen in contact staat en daarmee gegevens uitwisselt.

## Geschiedenis
De geschiedenis en oorsprong van wearables is te vinden in het klassieke zakhorloge. In de jaren 80 van de twintigste eeuw bereikte het rekenhorloge een hoogtepunt. In deze digitale horloges werd al eenvoudige computertechniek toegepast.
Vanaf 2009 nam de rekenkracht van mobiele apparaten zeer sterk toe en deze werden steeds goedkoper voor de consument.
In 2010 introduceerde Fitbit zijn eerste stappenteller en vanaf 2013 kwamen smartwatches zoals de Samsung Galaxy Gear en Apple Watch op de markt.
Ook in 2013 verscheen de Google Glass, een draagbare computer in de vorm van een bril. Google Glass moest het mogelijk maken informatie te vinden door middel van een head-mounted display. Door de geringe interesse in het product werd de verkoop al in 2015 gestaakt. Ook Microsoft deed in 2015 een poging met de HoloLens, een aangevulde realiteitsbril waarmee het mogelijk is digitale 3D-modellen in de reële ruimte af te beelden.
In 2021 zijn met name de smartwatch en activiteitstracker populaire wearables. Ook de integratie met medische zorg is bij veel producenten en organisaties een aandachtspunt.

## Toepassingen
Met wearables zijn meerdere toepassingen mogelijk. Zo kan men met een smartwatch veelal ook informatie over het menselijk lichaam verzamelen, maar men kan ook denken aan navigatie, gezondheidszorg en zelfs contactloos betalen.
Een andere populaire toepassing voor wearables is virtuele werkelijkheid (VR). Er zijn virtualrealitybrillen verkrijgbaar waarin de gebruiker in een virtualrealityomgeving beelden kan bekijken en hier interactie mee kan ondergaan. Zo wordt een vr-bril vaak gebruikt voor entertainment, zoals het spelen van een computerspel.
Men kan bijvoorbeeld ook denken aan het voltooien van uitdagingen met een wearable, zoals een bepaald aantal stappen of verbrande calorieën per dag. Een andere toepassing is de “smart ring” die om de vinger wordt gedragen, bijvoorbeeld die van Samsung. 
Modieuze wearables zijn kledingstukken en accessoires die uiterlijk en stijl combineren met functionele technologie. Zo zijn er mogelijkheden voor het dynamisch aanpassen van kleding met een bepaalde functie.

## Meetpunten
Wearables kunnen informatie verzamelen en verwerken over het menselijk lichaam. Het is bijvoorbeeld mogelijk om de volgende punten te meten:
- biochemische stoffen
- bloeddruk
- fysieke belasting
- hartslag
- stappenteller
- tijd besteed aan sportoefeningen of beweging
- toevallen
- verbrande calorieën
- zuurstofgehalte